# Fundulidae
La famiglia dei Fundulidae comprende una cinquantina di specie di pesci d'acqua dolce, appartenenti all'ordine dei Cyprinodontiformes.

## Distribuzione e habitat
Sono pesci originari delle pianure del nord e del centroamerica, dal Canada allo Yucatán (molto diffuso nel bacino del Mississippi), comprese le isole Bermude e Cuba.

## Descrizione
Questi pesci appartengono al gruppo dei cosiddetti Killifish (pesci con di vita stagionale, diffusi in stagni e corsi d'acqua che si prosciugano nella stagione secca); presentano quindi alcune caratteristiche comuni alle altre famiglie: il corpo è allungato, con dorso piatto, le pinne dorsale ed anale sono opposte e simmetriche, posizionate vicino al robusto peduncolo caudale.
Le dimensioni variano dai 20 cm di Fundulus grandissimus ai 3 cm di Leptolucania ommata.

## Generi

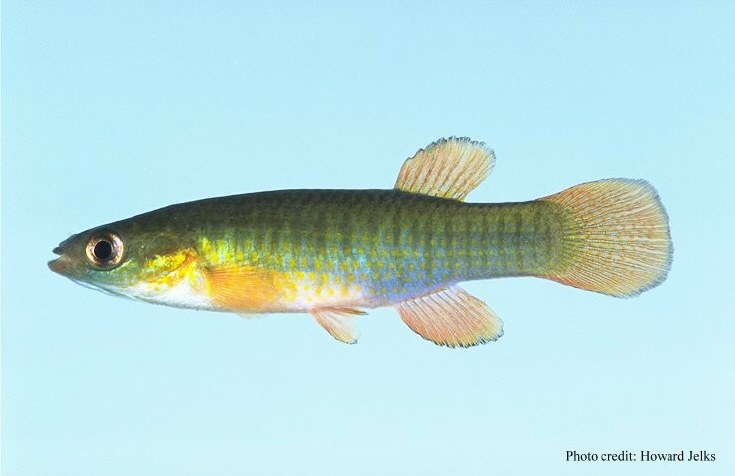
Fundulus auroguttatus

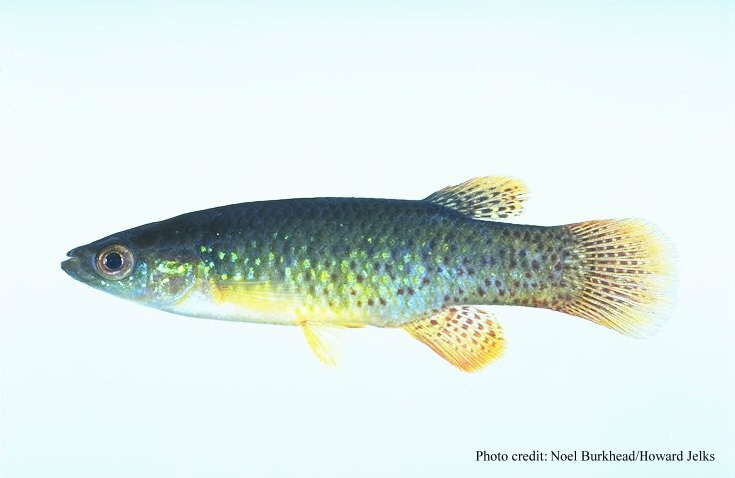
Fundulus chrysotus

La famiglia dei Fundulidi contano 48 specie ripartiti in 4 generi. 
- Adinia
- Fundulus
- Leptolucania
- Lucania

## Acquariofilia
La maggior parte delle specie hanno destato l'interesse dell'allevamento in acquario, per via delle colorate ed eleganti livree e per il singolare stile di vita tipico dei killifish.